# 素食營養學

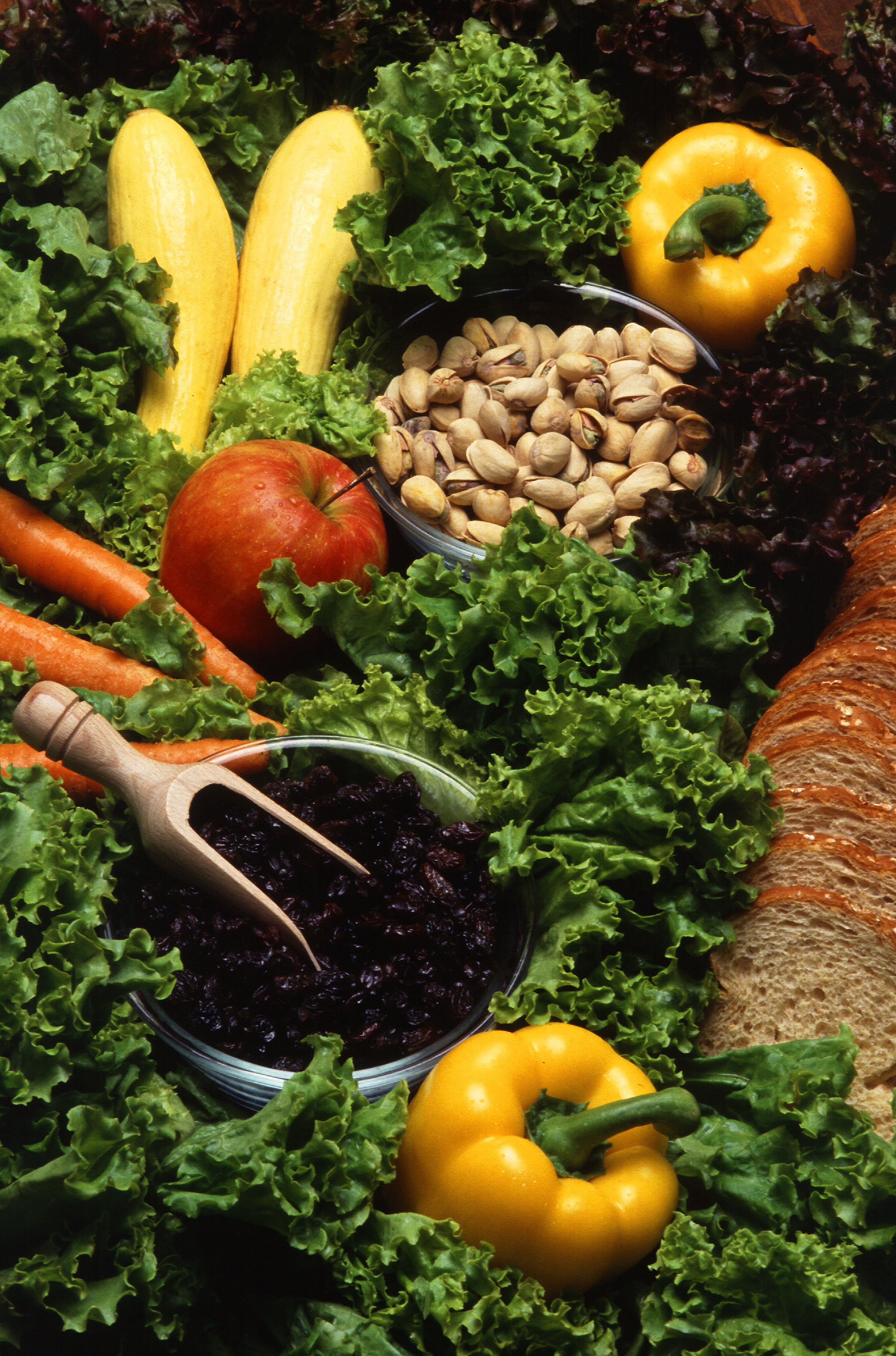
各种素食的配料

吃素食在营养健康上会有很多优势，但也有很多挑战。
有证据表明，素食者一般更加健康和长寿。素食者患冠心病，肥胖症，高血压，II型糖尿病和某些癌症的比例较低。素食往往富含碳水化合物，Ω-6脂肪酸，膳食纤维，胡萝卜素，叶酸，维生素C，维生素E，钾和镁。素食中饱和脂肪，胆固醇及动物性蛋白质的含量普遍较低。
不过，素食饮食有时可能会相对缺乏的蛋白质，铁，锌，维生素B12，钙和其他营养物质。尽管如此，精心设计的素食和全素食菜谱能够满足所有这些营养需求，可以适应人生命中的各个阶段，包括怀孕期，哺乳期，婴儿期，儿童期和青春期。

## 素食的益处
素食通常富含碳水化合物，Ω-6脂肪酸，膳食纤维，胡萝卜素，叶酸，维生素C，维生素E，钾和镁。但素食中饱和和脂肪，胆固醇及动物蛋白质的含量较低。
有证据表明，素食者的健康程度与非素食者相比毫不逊色。在英国，素食者比非素食者死亡率更低，虽然这可能是由于膳食之外的因素，如素食者中吸烟者较少或者一般具有较高社会经济地位，或者由于食谱中除了避免肉类和鱼类意外其他方面的因素。最值得注意的是，素食避免了对健康有众多负面影响的红肉。
调查发现，素食者比非素食者由冠心病引起的死亡率低24%。癌症研究表明，大量的红肉和癌症之间有着明显的联系。有证据表明，素食者往往体重指数(BMI)较低，肥胖症和高血胆固醇风险较小，同型半胱氨酸水平较低，而且患高血压和II型糖尿病的风险较小。还有一个大型的前瞻性研究发现，非肉食者比肉食者需要紧急阑尾切除术的几率低了一半。

## 潜在的营养不足
不善计划素食食谱可以会缺乏蛋白质，铁，锌，维生素B12，钙，Ω-3脂肪酸，维生素A，维生素D，核黄素（维生素B2）和碘。全素食者更有可能缺乏维生素B12和钙。尽管如此，均衡的素食和全素食食谱能满足所有这些营养需求，并适应人生命中的各个阶段，包括怀孕期，哺乳期，婴儿期，童年期和青春期。

### 蛋白质
只要卡路里摄入量足够，饮食种类丰富，一般的素食能够获得足够所需的蛋白质。素食中蛋白质含量一般较低，这有可能是有益的。

#### 蛋白质的合成
“几乎所有的植物性食品中都包含所有的必需氨基酸；不仅是包含，而且含量足够满足正常的成年人，如果您的饮食中包含足够的卡路里的话。”——基思.阿科尔斯
尽管人们普遍认为，素食者必须在不超过几个小时内食用谷类和豆类，才能“合成”包含全部九种“必需氨基酸 ”的蛋白质，然而这种说法还从来没有被研究证实过。由于弗朗西斯.穆尔.拉佩1971年的畅销书《一个小星球的饮食》(Diet for a Small Planet)，蛋白质相合成理论受到广泛关注。在此书1981年以后的版本中，拉佩删除了蛋白质“合成”必要性的争论。

### 铁
肉类，鱼类和家禽是血红素铁的唯一来源，植物中只包含非血红素铁，其人体吸收效果相对较差。但是，谷类，蛋，豆类（包括豌豆，大豆，鹰嘴豆，小扁豆及豆豉）和坚果都是铁的重要来源，因此精心策划的素食不会引起缺铁。
刊登在美国饮食协会会刊上的一项研究发现，虽然缺铁性贫血在素食者中并不是更加常见，由于“缺乏高吸收率动物铁的来源”，“素食儿童...与非素食者相比，血红蛋白和铁的水平较低”。

### 锌
西方的素食和全素食者中没有发现比肉食者更多的锌缺乏症。但是，许多全谷类中的植酸和许多食品中的和纤维可能会干扰锌的吸收，而对锌摄入量过少的影响研究还十分有限。

### 维生素B12

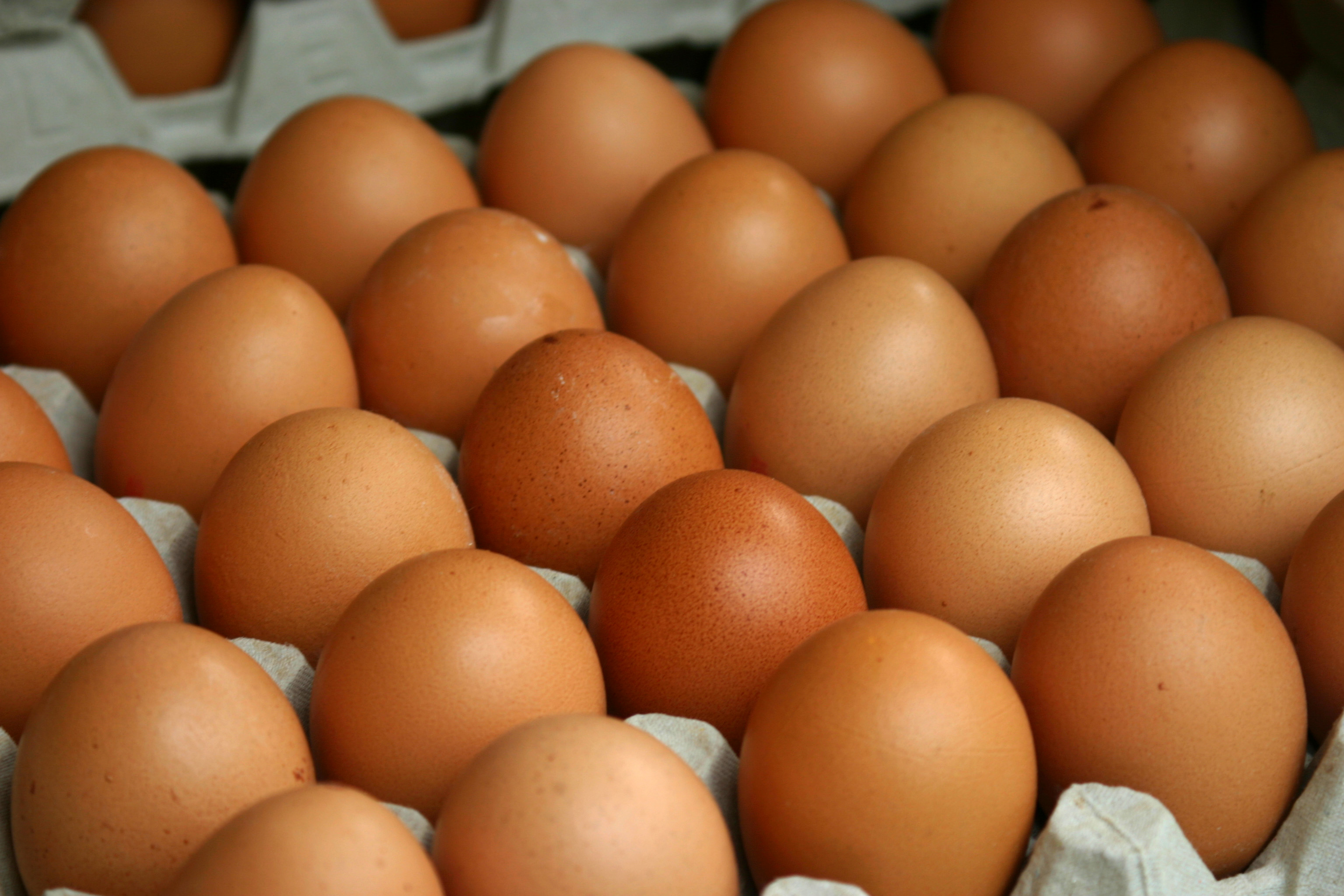
鸡蛋是乳糖素食者的维生素B_{12}的主要来源。

缺乏维生素B12的后果可能极其严重，导致恶性贫血，神经变性和不可逆的神经损害。定期摄入维生素B12对年龄超过五十的人，孕妇和哺乳期妇女（包括母乳喂养的婴儿，如果母亲的饮食中不充足的话）是格外重要的。
有证据表明，不食用维生素B12补充剂或B12强化食品的素食者和全素食者，其B12摄入量不足，而且往往血液中维生素B12浓度过低。这是因为，除非人工添加，植物性食品中不包含足够有效的维生素B12。
因此，对素食者来说，一定要摄入有足够的乳制品，鸡蛋，营养补充剂或人工维生素B12强化食品（包括某些酵母提取物，大豆，牛奶，蔬菜和葵花黄油，以及和谷类早餐等）。
紫菜（海藻）中包含大量的维生素B12。但植物来源的维生素B12（或类似物）尚不能被人类利用。有一项栽培法的专利，能够通过菌丝体丰富蔬菜中的维生素B12。

### Ω-3脂肪酸

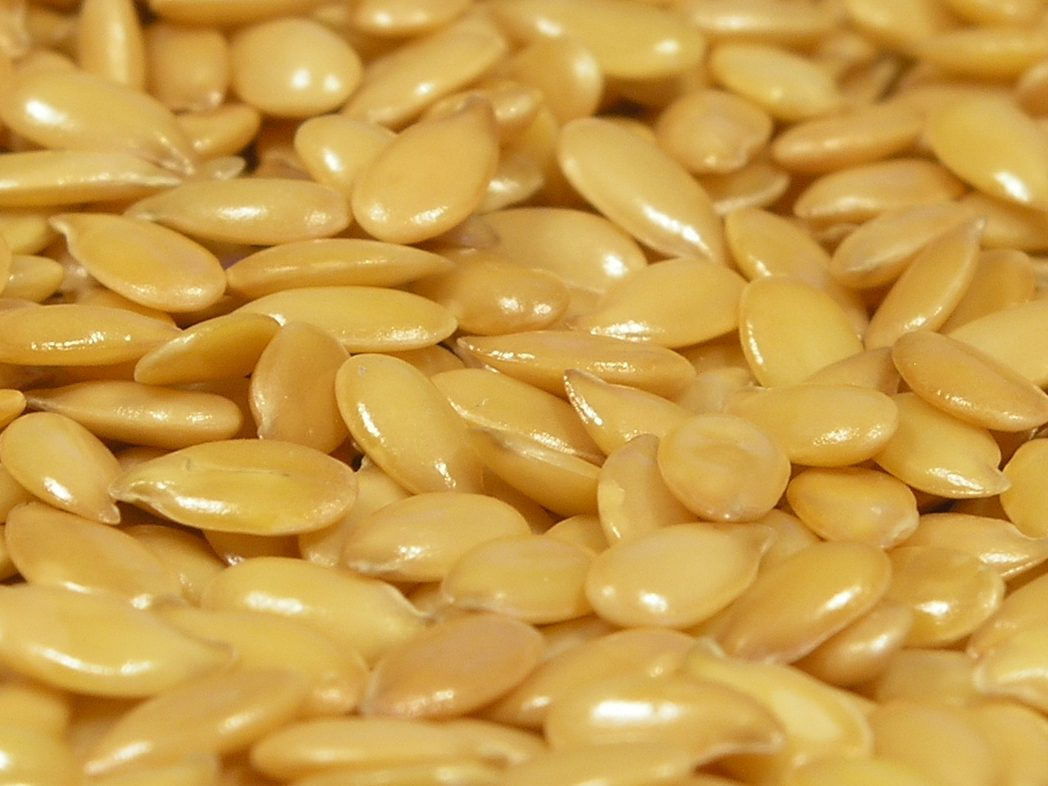
亚麻籽是Ω-3脂肪酸的素食来源。

Ω-3脂肪酸的素食来源包括亚麻籽和亚麻籽油，橄榄油，核桃，油菜油，鳄梨和鸡蛋。
素食来源的Ω-3脂肪酸主要是短链类的，并可能其中两种必需脂肪酸（EFA）的浓度较低，即二十碳五烯酸（EPA）和二十二碳六烯酸（DHA）。人体可以通过其他Ω-3脂肪酸，如α-亚麻酸（包含在素食Ω-3脂肪酸中）合成少量的EPA和DHA。人体还可以将DHA转换成EPA。可以买到提取自富含DHA的藻类的DHA补充剂。人体虽然可以在理论上完成这种转换，然而在实践中，现代饮食和生活方式减少了转换系统的有效性。为了达到与来自鱼油的长链 Ω-3同样的效果，必须摄入近十倍以上的短链Ω-3。
虽然Ω-3脂肪酸的作用还没有科学上的共识，一般认为，它能够减少冠心病风险，降低三酸甘油脂，稳定的情绪和预防抑郁症，有助于减轻多动症症状，减轻关节痛和其他类风湿的问题，还能减少老年人患痴呆症的危险。

### 维生素D
当皮肤暴露于太阳紫外线辐射中时，人体可以合成维生素D。全素食者如果既不吃添加合成维生素D的食品或药丸，又很少暴露于太阳紫外线辐射中（例如，每天四肢接触阳光时间少于15-30分钟，或者居住在高纬度地区），那就容易缺乏维生素D。
维生素D作为激素，发送信号到肠道，增加对钙和磷的吸收，以产生强壮的骨骼。维生素D也与若干其他维生素，矿物质及雌激素合作，促进骨骼矿化。研究还表明，维生素D可能有助于保持一个健康的免疫系统，并帮助调节细胞的生长和分化。

### 碘
根据不列颠营养杂志，“在严格的素食饮食中存在潜在的碘缺乏症的危险，尤其是当水果和蔬菜生长在低碘土壤中时。”不过，在许多国家中，通常可以从加碘食盐和其他来源中获得碘。此外，应该指出的是，动物体内的任何碘都是来源于植物的。

### 核黄素（维生素B2）
根据美国饮食协会，“一些研究表明，全素食者维生素B2摄入量与非素食者相比较低；不过，临床上并没有发现核黄素缺乏症。”